# Jenő Horváth (actor, 1881–1931)
Jenő Horváth (n. 14 iunie 1881, Budapesta, Austro-Ungaria – d. 19 aprilie 1931, Várkerület, Budapesta, Ungaria) a fost un actor și regizor maghiar.

## Biografie
A urmat studii la Academia de Teatru din Budapesta în perioada 1902-1904. După absolvire, în 1904, a fost angajat la Teatrul Național din Budapesta. În perioada 1907-1908 a fost actor și cântăreț de operetă la Teatrul Popular — Vígopera, iar în 1908 s-a întors la Teatrul Național, unde a fost numit în 1927 în funcția de regizor șef. Pe 6 aprilie 1929 a sărbătorit 25 de ani de activitate, fiind distins cu un inel de aur. Horváth a fost unul dintre cei mai buni interpreți ai personajelor lui Moliére. În octombrie 1928 a fost numit profesor la Academia de Teatru din Budapesta, unde a predat până în 1930 discurs scenic și tehnici dramatice și comice.

## Activitatea teatrală

### Actor
- Argan (Molière: Bolnavul închipuit)
- Chrysale (Molière: Tudós nők)
- Böffen Tóbiás (Shakespeare: A douăsprezecea noapte)
- Gyalu (Shakespeare: Visul unei nopți de vară)
- Jourdain úr (Molière: Az úrhatnám polgár)
- Lombai (Kisfaludy K.: Csalódások)
- Mandarin (Klabund: A krétakör)
- Pancracio (A salamancai varázsló)
- Má (Krétakör)
- Babosy Károly (A házasságok az égben köttettnek)
- Ravaszdi (Shakespeare: Îmblânzirea scorpiei)
- Pollacsek János (Három testőr)
- Örkényi báró (Nagymama)
- Leonato (Shakespeare: Mult zgomot pentru nimic)

### Regizor
- Dostoievski: Frații Karamazov
- Bibó L.: A juss
- Shakespeare: Richard al II-lea
- Hevesi S.: Elzevir
- Zilahy Lajos: A hazajáró lélek
- Tóth E.: A tolonc
- Herczeg Ferenc: Ocskay brigadéros
- Shakespeare: Iulius Cezar
- Szigeti J.: A vén bakancsos és fia, a huszár

## Filmografie
- Tutyu és Totyó (1915) – Tutyu úr, nyugalomba vonult tőkepénzes
- A tiszti kardbojt (1915) – Johann, német puccer
- Mágnás Miska (1916) – Gida
- Harrison és Barrison (1917)
- A riporterkirály (1917) – Pausálé úr [Harpagon], a kiadó
- Az anyaszív (1917) – Herdensky Guido
- A kis lord (1918) – Mr. Hobbs, a fűszeres
- A faun (1918) – Gradock [Groddock] ügyvéd
- Harrison és Barrison II. 1918
- Tutyut felszarvazzák (1918) – Tutyu
- Tutyu kirúg a hámból (1918) – Tutyu
- Tutyu ismeretséget köt (1919) – Tutyu
- Tutyu lakást keres (1919) – Tutyu
- Máté gazda és a törpék (1919)
- Omul de aur (1919) – Brazovics